# Apothekenstraße (Lüneburg)
Die Apothekenstraße ist ein Verkehrsweg in der niedersächsischen Stadt Lüneburg. Die im Mittelalter entstandene Straße ist rund 145 Meter lang und befindet sich im historischen Stadtkern. 

## Lage
Die Apothekenstraße verbindet die Straßen An der Münze/Liste der Baudenkmale in Lüneburg – Schröderstraße|Schröderstraße und die Große Bäckerstraße und verläuft in West-Ost-Richtung, als Fortsetzung der Katzenstraße. Beiderseits stehen historische Gebäude im Norddeutschen Backsteinstil.

## Geschichte
Der seit dem 17. Jahrhundert gebräuchliche Name Apothekenstraße ist mit ziemlicher Sicherheit von der Ratsapotheke in der Großen Bäckerstraße 9 abgeleitet.

## Baudenkmale
| Lage                                            | Bezeichnung   | Beschreibung | ID       | Bild |
| ----------------------------------------------- | ------------- | ------------ | -------- | ---- |
| Apothekenstraße 4 53° 14′ 57″ N, 10° 24′ 27″ O  | Wohnhaus      |              | 30674411 |      |
| Apothekenstraße 6 53° 14′ 57″ N, 10° 24′ 27″ O  | Wohnhaus      |              | 30674393 |      |
| Apothekenstraße 10 53° 14′ 57″ N, 10° 24′ 26″ O | Wohnhaus      |              | 30674355 |      |
| Apothekenstraße 15 53° 14′ 56″ N, 10° 24′ 27″ O | Wohnhaus      |              | 30674520 |      |
| Apothekenstraße 17 53° 14′ 56″ N, 10° 24′ 26″ O | Hintergebäude |              | 30681211 |      |